# Воки-токи
Воки-токи (енгл. walkie-talkie), често и токи-воки, или формалније ручни примопредајник, (handheld transceiver) јесте врста ручног примопредајника који служи за комуникацију на даљину. Први пут је почео да се користи током Другог светског рата ради лакше комуникације међу војницима. Обично садржи слушалицу са звучником са једне, а микрофон са друге стране уз антену која се налази на врху за пријем сигнала. У данашње време се најчешће користи за забаву, као на пример у дечјим играма.